# موزه گوتو
موزه گوتو (به ژاپنی: 五島美術館, Gotō Bijutsukan)، یک موزه خصوصی در منطقه کامینوگه ستاگایا-کو، توکیو در حاشیه جنوب غربی  توکیو است. در سال 1960 افتتاح شد و مجموعه خصوصی کیتا گوتو (وزیر)، رئیس گروه  شرکت راه‌آهن توکیو را به نمایش گذاشته است.